# Kašťa bělavá

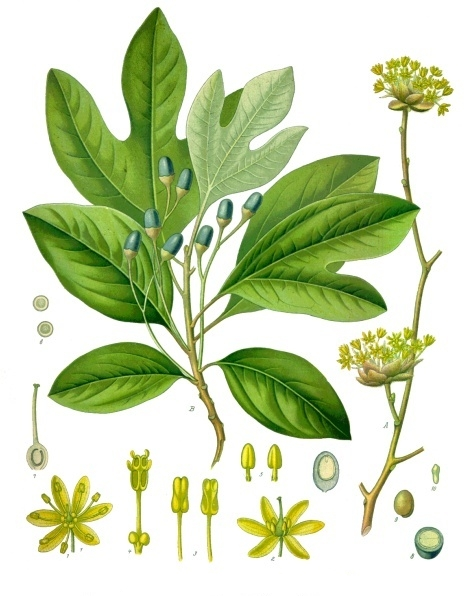
Nákres větvičky s plody

Kašťa bělavá (Sassafras albidum) je středně vysoký strom nebo jen rozložitý keř, který je původem ze Severní Ameriky a je jedním ze tří druhů rodu kašťa. Druh pochází ze Spojených států, kde roste od Atlantského pobřeží po východ Texasu, druhé dva druhy se vyskytují ve východní Asii. Počátkem 16. století byl kvůli léčivým vlastnostem i efektnímu vzhledu dovezen do Evropy.

## Popis
Tato dvoudomá, opadavá dřevina se vyskytuje ve formě stromu nebo keře s množstvím zahušťujících kořenových výběžků vyrůstajících z plytkých, široce rozložených kořenů. Jako strom s rozbrázděnou, oranžově hnědou kůrou dorůstá do výšky 10 až 20 m a mívá poměrně úzkou korunu, ta bývá pyramidální, oválná nebo zcela nepravidelná. Letorosty jsou leskle zelené až žlutozelené a střídavě porůstají řapíkatými listy vejčitého tvaru. Listy s klínovitou bázi bývají variabilní, na jednom stromu se současně vyskytují celokrajné, dvoulaločné (nesymetrické) i trojlaločné (symetrické). Jsou dlouhé 10 až 15 a široké 5 až 10 cm a mají vždy zaoblené konce. Mají barvu svěže zelenou a na podzim se zbarvují žlutě, oranžově nebo červeně. V reakci na poškození kořene nebo kmene vyrůstá u paty stromu velké množství kořenových odnoží, které jsou vhodné pro množení stromů. Rozemnuté listy stejně jako poraněná kůra vydávají zvláštní, ne všem příjemné, kořeněné aroma.
Zelenožluté samčí nebo samičí květy rostou na oddělených stromech v malokvětých koncových převislých hroznech, které jsou zpočátku zkrácené a květy směstnané do svazečků. Vonné květy, mívající v průměru asi 7 mm, rozkvétají v březnu a dubnu, obvykle ještě před vyrašením listů. Jednopohlavnost květů je dána zakrněním tyčinek nebo pestíků. Jejich okvětí, rostoucí ve dvou kruzích, má šest okvětních plátků. Samčí květ obsahuje šest nebo devět tyčinek přirostlých u ústí květní trubky, jejich prašníky se otvírají chlopněmi. Samičí květ má svrchní semeník s jednoduchou čnělkou s hlavičkovitou bliznou. Ploidie druhu je 2n = 48.
Opylené samičí květy vytvářejí jednosemenné plody, což jsou tmavě modré, asi 1 cm velké a masité peckovice mající vespod šarlatově zbarvenou číšku na rudých stopkách. Dozrávají v září a jsou oblíbenou potravou pro ptáky a hlodavce.

## Ekologie
Kašťa bělavá je dřevinou žádající plné oslunění, ve skupině ostatních stromů roste velmi rychle a většinou bývá nejvyšší. Je velmi citlivá vůči ohni, i malý požár ji může snadno zahubit. Nejlépe roste v propustné, vlhké, kyselé, jílovité půdě; snáší však i půdy písčité a suché. Protože obvykle produkuje velké množství kořenových výhonků, vyroste bez jejich odstraňování široký, mnohokmenný jedinec, na volném prostranství tak vytvoří rozlehlou kolonii pocházející z jediného exempláře.
Stromy začínají kvést ve věku asi 10 let a nejvíce plodů produkují ve 25 až 50 letech, některé plodí ob jeden rok. Zralá semena jsou s plody šířena hlavně ptáky nebo vodou při záplavách. Dormance semen obvykle končí až na jaře, jejich klíčivost je asi 35 %. Dormance se může uspíšit stratifikací po dobu čtyř měsíců ve vlhkém písku při teplotě 5 °C. Semena klíčí ještě i po šesti létech.
V přírodě se stromy mnohem častěji šíří odnožemi než semeny, také pařezy stromů silně obrůstají. Dobře se množí kořenovými řízky, ne však řízky z větví. Starší rostliny se velmi špatně přesazují. V případě nevyhovujících půdních nebo klimatických podmínek je kmen krátký nebo vyrůstá jen keř. U mladých dřevin bývají šťavnaté větvičky v zimě a mladé listy na jaře okousávány vysokou zvěří.

## Význam
Kašťa bělavá má světlé, lehké a měkké dřevo, vyrábí se z něj nábytek, dýhy a drobné předměty. Je prosáklé éterickým olejem obsahujícím asi 80 % safrolu, ten mj. působí insekticidně a proto dřevo není napadáno hmyzem. V minulosti se tento olej extrahoval z kořenů i kůry a přidával do kosmetických výrobků, toaletních mýdel, napouštěl se jím vonný tabák nebo se ochucovaly likéry, cukrářské výrobky, čaje, limonády a byl také důležitou součásti ve Spojených státech populárního kořenového piva. V současnosti, po zjištěné potenciální karcinogenitě, je používání safrolu u výrobků zakázáno a jeho vůně je vyráběna synteticky.

## Galerie

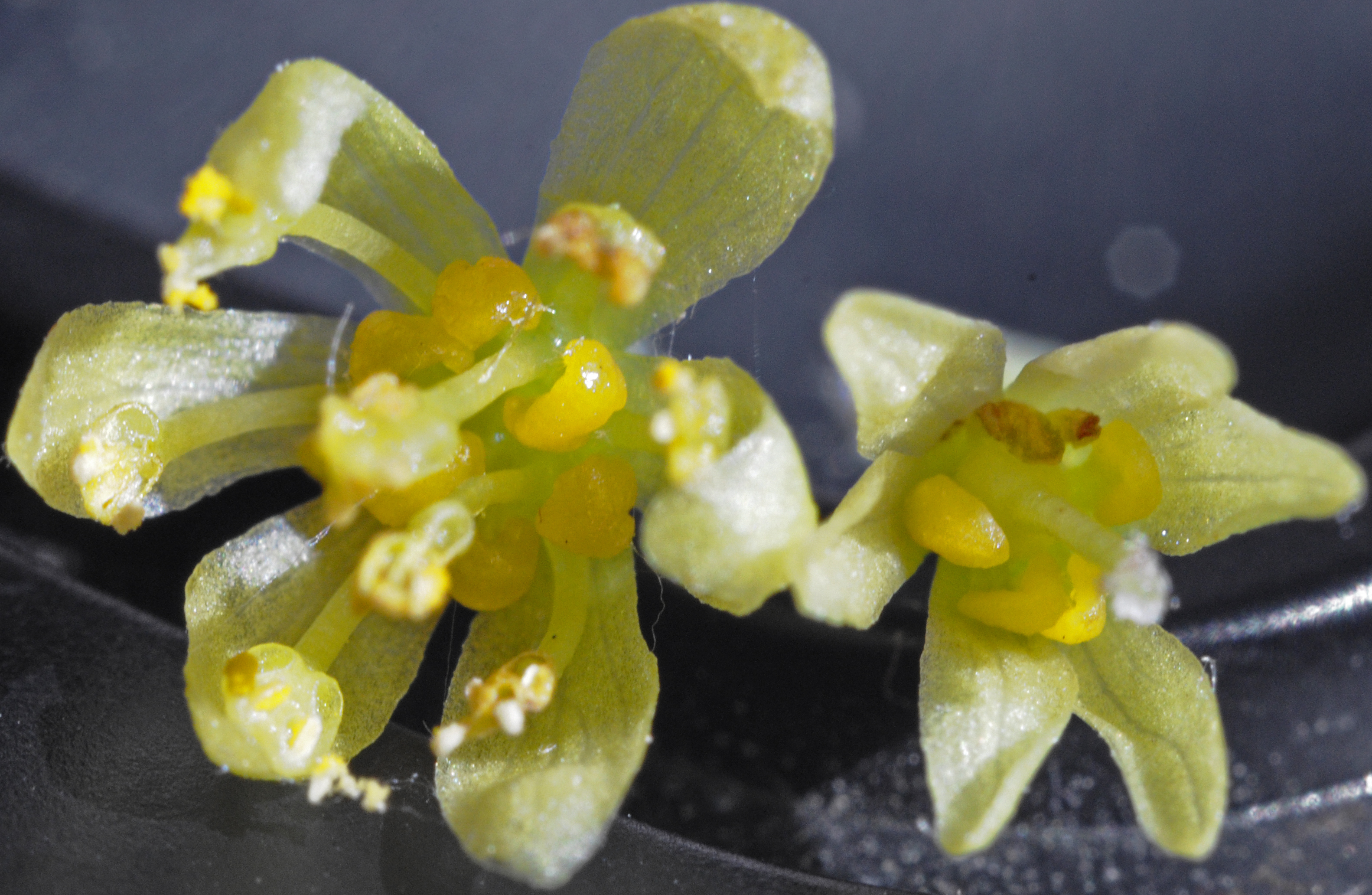
Samčí (vlevo) a samičí květ
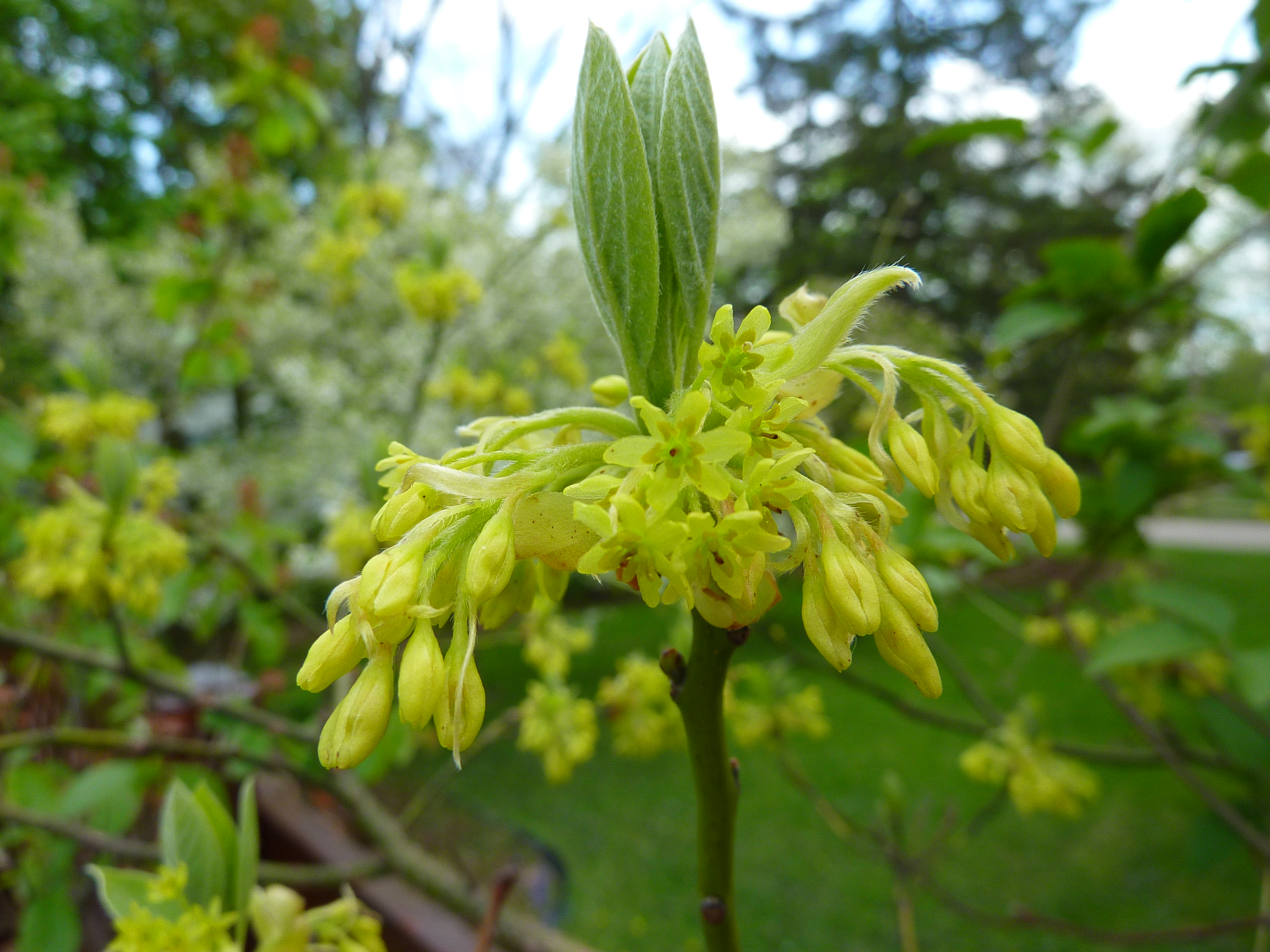
Samičí květenství
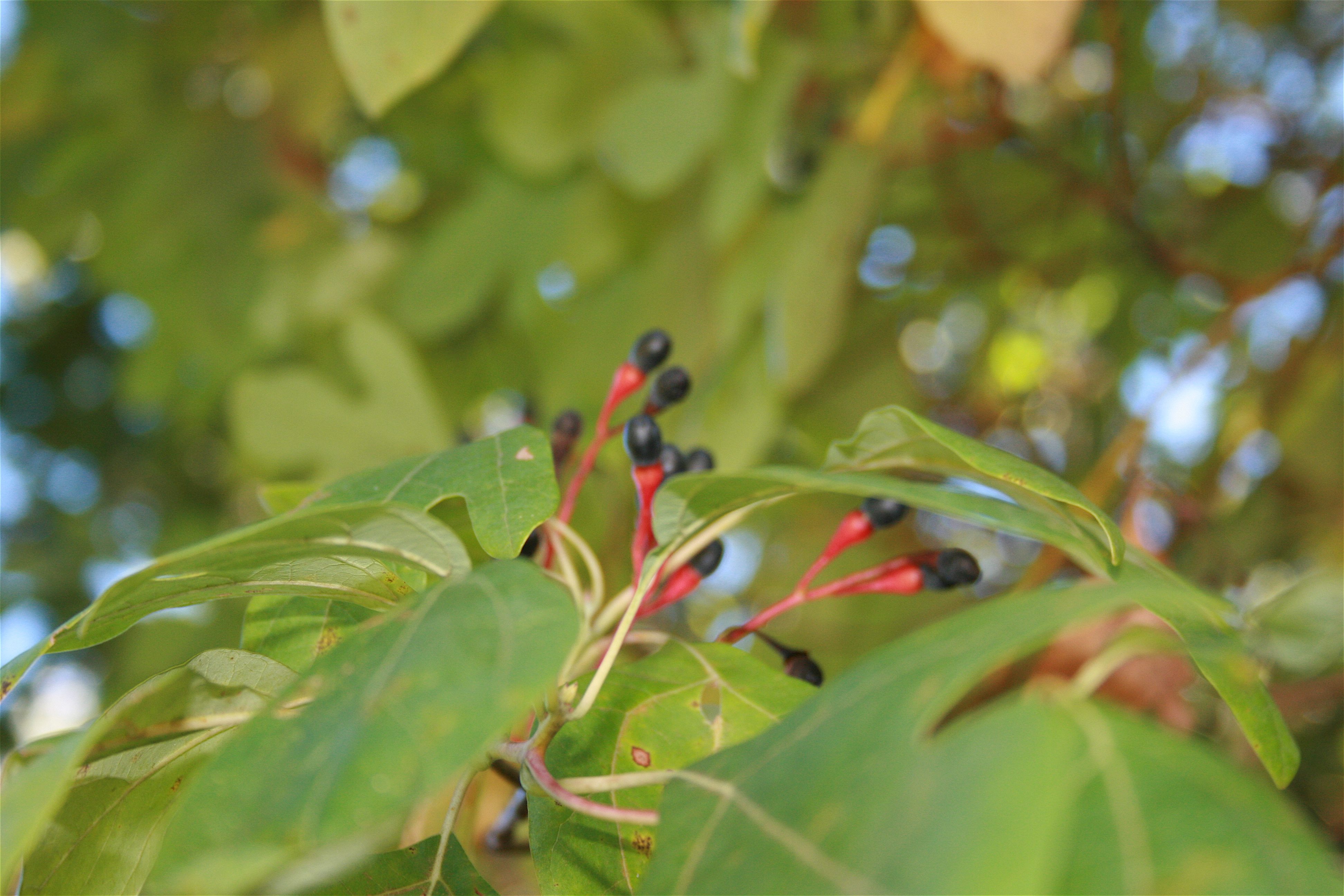
Plody
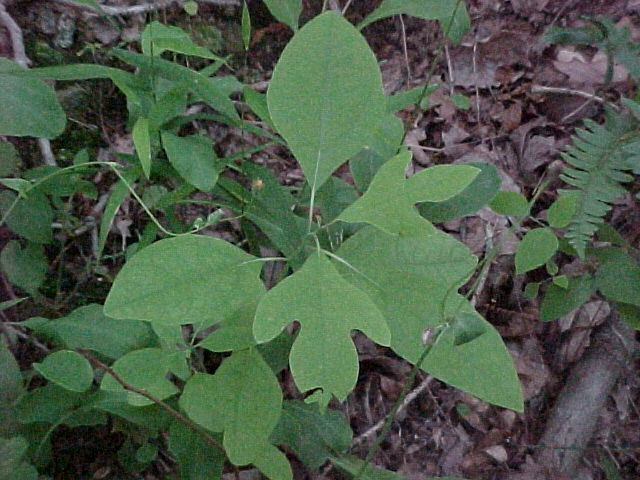
Listy
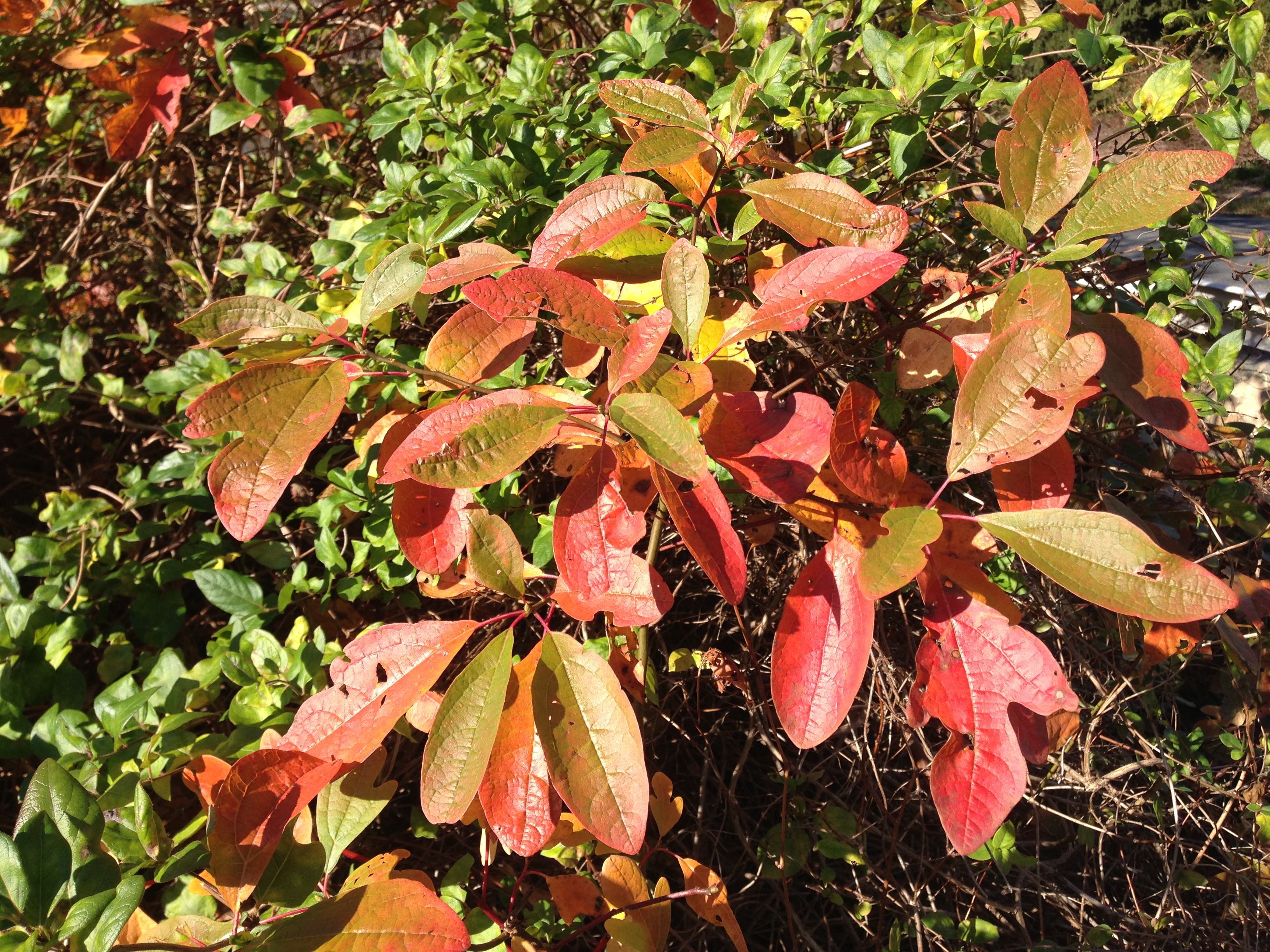
Podzimní listy

## Synonyma
- Sasafras lékařský
- Kušťa (lidový název)